# Jean-Luc Dehaene
Jean Luc Joseph Marie Dehaene - pronunciació neerlandesa: [ʒɑːlyk dəɦaːnə] - (Montpeller, 7 d'agost de 1940 - Quimper, 15 de maig de 2014) fou un polític flamenc, que ostentà el càrrec de Primer Ministre de Bèlgica entre 1992 i 1999.

## Biografia

### Primers anys i carrera política
Va néixer a Montpeller, França, quan els seus pares havien fugit per les tropes alemanyes a l'inici de l'ocupació nazi de Bèlgica, però el mateix any, la família va tornar a Bruges, on el pare era metge. Es va introduir en política a través del servei d'estudis de l'Algemeen Christelijk Werknemersverbond (ACW), la federació general dels treballadors cristians, una cúpula d'organitzacions obreristes, que reuneix, entre d'altres el sindicat ACV, la cooperativa Arco i la mútua CM i que està estretament vinculada amb el partit Christen-Democratisch en Vlaams (Partit Popular Cristià) (CVP, posteriorment CD&V). El 1981, va ser nomenat Ministre d'Afers Socials, fins al 1988, quan va esdevenir Primer Ministre Adjunt i Ministre de Comunicacions i Reformes Institucionals.

### Primer ministre

#### Primer gabinet (1992-1995)
A les eleccions legislatives belgues de 1991 de novembre de 1991, els demòcrata-cristians flamencs (CVP) i els socialistes flamencs (SP) van patit greus pèrdues i el Vlaams Blok va tenir un gran increment, i en conseqüència, la formació d'un nou gabinet va ser extremadament difícil. Després que Guy Verhofstadt i Melchior Wathelet fracassessin, Jean-Luc Dehaene va formar en 1992 un govern de coalició de democristians i socialdemòcrates, amb la participació del CVP, els socialistes de Flandes (SP) i de Valònia (PS) i el Partit Social Cristià (PSC), que es va convertir en un dels governs més importants de Bèlgica, perquè va dur a terme substancials reformes socials, constitucionals i fiscals.
En no disposar de la majoria de dos terços al Parlament, l'agenda de reforma constitucional dur a terme comunitat a comunitat, amb un acord global de reforma constitucional conclòs a la tardor de 1992. No es van prendre gaires mesures sobre el dèficit pressupostari, i la necessitat de nous impostos va provocar tensió a l'interior de la coalició, amb el CVP insistint en retallades addicionals de despesa, fins que el març de 1993, Dehaene va oferir al rei la dimissió del seu govern, a causa de la divergència de punts de vista sobre com manejar les finances públiques. No obstant això en una setmana les diferències van ser deixades de banda. El gabinet va abolir el servei militar, i les forces armades van estar involucrades en missions de manteniment de la pau patrocinades per l'ONU a l'antiga Iugoslàvia (UNPROFOR) i Somàlia (UNSOA), i el 1994, va ordenar la retirada unilateral de les tropes belgues de Ruanda] que va donar pas al genocidi dels tutsis. Durant les preguntes de la comissió parlamentària belga en aquesta decisió, va reconèixer en repetides ocasions no es penedia de la decisió.
Després de la mort del rei Balduí de Bèlgica, el seu govern exercí la funció real fins que el Príncep Albert va ser coronat com Albert II de Bèlgica, nou dies després. Era el principal candidat per substituir Jacques Delors com a President de la Comissió Europea, en la Cimera de Corfú, John Major va vetar el seu nomenament mentre que els 11 països van donar suport a altres líders. El Luxemburguès Jacques Santer va ser designat com a candidat de compromís en el seu lloc.

#### Segon gabinet (1995-1999)
El seu segon govern també es compon dels demòcrates cristians i socialdemòcrates. Malgrat el fet que el govern estava inundat de crisis, en particular pel cas de l'assassí en sèrie Marc Dutroux i l'enverinament per olis contaminats amb dioxina, se les va arreglar per servir a tota la legislatura però els dos partits al poder van perdre el suport de la població. Durant aquest període, orienta l'estat cap a una Europa unificada, Dehaene va rebre el Premi Visió per a Europa el 1996.

### Després de 1999
Després de les eleccions, Guy Verhofstadt va formar el govern belga per primera vegada sense la Democràcia Cristiana des de 1958. Dehaene va romandre fins al 2001, quan es va convertir en burgmestre de Vilvoorde. També es va unir al Consell d'Administració de Lernout & Hauspie, on va ser part del que és considerat un dels escàndols corporatius més grans en la història d'Enron. Per a sorpresa de molts, va ser nomenat per Verhofstadt, per esdevenir vicepresident de la Convenció sobre el futur d'Europa. Per tal d'oferir suport al seu partit, el CD&V, va ser una vegada més un candidat durant les eleccions de 2003, amb la intenció d'esdevenir primer ministre, i el van presentar com l'última persona a la llista del partit. El 2003, va ser guardonat amb el Vlerick Award. Dehaene va ser elegit eurodiputat a les eleccions al Parlament Europeu de 2004 i les eleccions al Parlament Europeu de 2009.
Després de les eleccions generals de Bèlgica del 2007, Dehaene va ser nomenat com a mediador en el procés per formar un nou govern.

### Dexia Bank
L'octubre de 2008 va esdevenir president de la Dexia Bank, un banc belga-francès. Amb problemes a causa de la crisi financera, va demanar a dirigir l'empresa a través del difícil període. Pensava que amb el seu ampli rerefons polític podria fer front a la percepció negativa de l'entitat financera Dexia, a causa de la crisi.